# Laval-le-Prieuré
Laval-le-Prieuré é uma comuna francesa na região administrativa de Borgonha-Franco-Condado, no departamento de Doubs. Estende-se por uma área de 5,29 km². Em 2010 a comuna tinha 37 habitantes (densidade: 7 hab./km²).